# Oluf Kroer
Oluf Akselbo Kroer (17. april 1916 – 2. december 1943) var en dansk modstandsmand, der medvirkede til sprængningen af Langåbroerne. Han blev sammen med fire andre henrettet i Skæring af den tyske besættelsesmagt.
Oluf Akselbo Kroer tog realeksamen fra Randers Statsskole i 1932, var sparekasseassistent i Sparekassen for Randers By og Omegn og medlem af bestyrelsen for Randers Konservativ Ungdom.
I 1943 blev Akselbo Kroer tilknyttet sabotagegrupperne i Randers, hvor han blev gruppefører. Som sådan deltog han i ødelæggelsen af Auning Møbelfabrik og sprængningen af Langåbroerne d. 17. november 1943. Han blev arresteret den 19. november 1943 og dødsdømt den 24. november. Henrettelsen blev eksekveret i Skæring den 2. december 1943. Han blev begravet på Kallesmærsk Hede ved Oksbøl, hvorfra han efter befrielsen blev flyttet til Mindelunden på Randers Nordre Kirkegård.
I sit afskedsbrev skrev Oluf Akselbo Kroer bl.a.:
| Citat | Kære Mor og kære allesammen! Ja, saa er det forbi, der var dog saa meget, som jeg gerne vilde have sagt jer alle. Jeg ryster lidt på Haanden, ikke fordi jeg er bange, men jeg ved jo, at den kommende Tid vil blive værre for jer end for mig. Ja, lille Mor, Tak da for alt, hvad du har været for mig, du, som har maattet være baade Far og Mor for os alle, du har altid staaet for mig som idealet af en Mor. Og kære Edith, Erik og Børge, ogsaa jer siger jeg Tak, vi har dog levet sammen, som det er sjældent blandt Søskende. --- Jeg har lige talt med en tysk Præst, og Mor, du skal vide, at jeg går i Døden som en troende Mand, jeg ved, at vi engang skal mødes igen, og saa er det hele ikke saa svært. Jeg kommer til at tænke paa det lille Vers: Kæmp for alt, hvad du har kært. Gud være med jer alle. Jeres Oluf. | Citat |
|       | |       |